# Фариоли, Франческо
Франческо Фариоли (итал. Francesco Farioli; род. 10 апреля 1989, Барга, Тоскана) — итальянский футбольный тренер.

## Карьера тренера
В 2011—2015 годах работал ассистентом главного тренера в итальянском клубе «Фортис Ювентус». В 2014—2015 годах работал тренером вратарей в итальянском «Луккезе». В 2015—2017 годах работал тренером вратарей в катарской Aspire Academy. В 2017—2018 годах работал тренером вратарей в итальянском «Беневенто». В 2018—2020 годах работал тренером вратарей в итальянском «Сассуоло». В 2020—2021 годах работал ассистентом главного тренера в турецком «Аланьяспоре».

### «Фатих Карагюмрюк»
В марте 2021 года стал главным тренером турецкого «Фатих Карагюмрюк». В сезоне 2020/21 команда провела 10 игр в чемпионате (4 победы, 4 ничьи, 2 поражения). В декабре того же года отправлен в отставку. В сезоне 2021/22 команда провела с Фариоли 16 игр в чемпионате (6 побед, 4 ничьи, 6 поражений).

### «Аланьяспор»
В декабре 2021 года стал главным тренером турецкого «Аланьяспора». В сезоне 2021/22 команда провела с Фариоли 19 игр в чемпионате (11 побед, 3 ничьи, 5 поражений). В феврале 2023 года ушёл в отставку по обоюдному согласию сторон. В сезоне 2022/23 команда провела 22 игры в чемпионате (6 побед, 7 ничьих, 9 поражений).

### «Ницца»
Летом 2023 года стал главным тренером французской «Ниццы». Команда заняла 5-е место в чемпионате.

### «Аякс»
Летом 2024 года возглавил нидерландский «Аякс». Контракт подписан на три года. 19 мая 2025 года Фариоли решил покинуть «Аякс».

## Тренерская статистика
Данные откорректированы по состоянию на 18 августа 2025 года.
| Фатих Карагюмрюк | 22 марта 2021   | 16 декабря 2021 | 27  | 11 | 8  | 8  | 040,74 |
| Аланьяспор       | 31 декабря 2021 | 27 февраля 2023 | 48  | 21 | 11 | 16 | 043,75 |
| Ницца            | 1 июля 2023     | 25 мая 2024     | 38  | 18 | 10 | 10 | 047,37 |
| Аякс             | 25 мая 2024     | 19 мая 2025     | 52  | 34 | 7  | 11 | 065,38 |
| Порту            | 6 июля 2025     |                 | 2   | 2  | 0  | 0  | 100,00 |
| Итого            | Итого           | Итого           | 167 | 86 | 36 | 45 | 051,50 |